# Un mariage sous surveillance

Un mariage sous surveillance (Sight Unseen) est un téléfilm canadien réalisé par David Golden, diffusé en 2009.

## Fiche technique
- Titre original : Sight Unseen
- Réalisation : David Golden
- Scénario :
- Photographie : Eric J. Goldstein
- Musique : Julie Blue
- Pays : Canada
- Durée : 100 min

## Distribution
- Tracey Gold (V.F. : Sybille Tureau) : Molly
- Christie Paul : Mick Lambert
- Andrew Francis : Henry Baker
- Laura Mennell : Cloe
- Jerry Wasserman : Détective Richard Walker